# أندرو بوكانان
أندرو بوكانان (بالإنجليزية: Andrew Buchanan)‏ هو محامي وسياسي أمريكي، ولد في 8 أبريل 1780 في الولايات المتحدة، وتوفي في 2 ديسمبر 1848. حزبياً، نشط في ديمقراطية جاكسونية والحزب الديمقراطي. وقد انتخب عضو مجلس ولاية بنسيلفانيا وانتخب عضو مجلس نواب بنسيلفانيا وانتخب عضو مجلس النواب الأمريكي.